# Soperún
Soperún (Soperuny en catalán ribagorzano) es un despoblado español del municipio de Arén, perteneciente a la provincia de Huesca, en la comunidad autónoma de Aragón. 

## Geografía
Se ubica entre los acantilados de la sierra de Sis y la loma de San Vicente.

## Toponimia
Soperún proviene del latín SUB PETRUNEU (bajo el peñasco en castellano).

## Historia
Las primeras noticias que se tienen de la población son respecto a su importancia estratégica en el control del área de la Noguera Ribagorzana medio junto con el castro de Orrit y los castillos de Arén y de Soperia, siendo conquistado por el conde Bernardo de Ribagorza entre los años 920 y 950.
Se trata de una de las aldeas que conformaban Cornudella de Baliera.
Hacia mediados del siglo XIX, el lugar, por entonces perteneciente al municipio de Cornudella, tenía contabilizada una población de 103 habitantes. Aparece descrito en el decimocuarto volumen del Diccionario geográfico-estadístico-histórico de España y sus posesiones de Ultramar de Pascual Madoz con las siguientes palabras:

SOPERUN: l. en la prov. de Huesca (27 hor.), part. jud. de Benabarre (9), dióc. de Lérida, abadia de la O (22), aud. terr. y c. g. de Zaragoza, ayunt. de Cornudella. sit. al pie de una sierra; su clima es frio, pero sano. Tiene 13 casas; igl. parr. (San Martin ob.) servida por un cura rector que presentaba el abad del estinguido monast. de benedictinos de la O., y una fuente de buenas aguas. Confina con Serraduy, Cornudella, Betesa y Beranuy. El terreno es de mediana y mala calidad, y participa de monte y llano. Los caminos son locales. prod.: trigo suficiente para el consumo del pueblo, faltando aceite, vino y otros art. de consumo que se importan de los pueblos inmediatos; cria ganados y caza de varios animales. pobl.: 22 vec., 103 alm. riqueza imp.: 19,350 rs. contr.: 2,426.
(Madoz, 1849, p. 446)

El municipio de Cornudella desapareció en 1965 y el término, incluida la localidad de Soperún, se incorporó al de Arén. El lugar quedó despoblado.

## Demografía
En el Morabatins del año 1385 contaba con trece fuegos, aunque a finales del siglo XIX contaba quince.
| 100 | 98 | 96 | 97 | 83 | 62 | 55 | 32 | 0 | 0 | 0 |
| (Fuente: Laglera, Cristian (2021). Despoblados de Huesca. Ribagorza-Litera Tomo 1. Huesca: Editorial Pirineo.) |    |    |    |    |    |    |    |   |   |   |

## Patrimonio
- Iglesia de San Martín, templo románico del siglo XI con modificaciones del XVIII.[5]De planta rectangular con capillas laterales y cabecera plana. Cuenta con una torre campanario al noroeste de planta cuadrangular y un solo cuerpo con tres pisos.[2]
- Fuente, abovedada, actualmente se encuentra cubierta de vegetación pero continúa emanando agua.[2]